# Malacothrix coulteri
Espèce
Malacothrix coulteri est une espèce de plantes à fleurs de la famille des composées (Asteraceae).

## Description morphologique

### Appareil végétatif
Cette plante aux tiges lisses et ramifiées et produisant du latex mesure de 10 à 50 cm de hauteur. Les feuilles sont majoritairement regroupées près de la base. Celle situées à la base sont lancéolées, grossièrement dentées et mesurent de 5 à 10 cm de longueur ; celles situées sur la tige sont généralement plus petites et ont une base qui embrasse la tige.

### Appareil reproducteur
La floraison a lieu entre mars et mai.
L'inflorescence est un capitule liguliflore, normalement jaune pâle mais parfois strié de rouge violacé sur le côté extérieur, de 2,5 à 4 cm de diamètre. Les nombreuses bractées portent une bande étroite violacée et leur bordure très fine est parcheminée. Les fruits sont des akènes étroits, de couleur beige verdâtre. Chaque akène présente de 4 à 5 angles encadrant deux lignes fines et est surmonté de longues soies fines et fragiles.

## Répartition et habitat
Malacothrix coulteri vit au sud-ouest des États-Unis, de la Californie à l'Utah et à l'Arizona.
Elle pousse dans les prairies arides.